# 駐日トルクメニスタン大使館
駐日トルクメニスタン大使館（ちゅうにちトルクメニスタンたいしかん、トルクメン語: Türkmenistanyň Ýaponiýadaky Ilçihanasy、英語: Embassy of Turkmenistan in Japan）は、トルクメニスタンが日本の首都東京に設置している大使館である。
1991年12月28日の日本によるトルクメニスタンの国家承認、1992年4月22日の両国間の外交関係開設を経て、2013年5月に開設された。

## 所在地
東京都渋谷区東2丁目6-14

## 大使
2022年10月28日より、アタドゥルディ・バイラモフが特命全権大使を務めている。